# Stary Zajazd w Częstochowie
Stary Zajazd – zabytkowy, późnoklasyczny budynek w Częstochowie, w II Alei, zbudowany ok. 1850 roku.
Na kompleks zajazdu składa się główny budynek, brama wjazdowa i zachowane budynki dawnej wozowni, ciągnące się wzdłuż Wałów Dwernickiego.